# Beinn Dearg (Ullapool)
Beinn Dearg är ett berg i Storbritannien.   Det ligger i kommunen Highland och riksdelen Skottland, i den norra delen av landet, 800 km norr om huvudstaden London. Toppen på Beinn Dearg är 1 084 meter över havet.
Terrängen runt Beinn Dearg är huvudsakligen kuperad. Trakten runt Beinn Dearg är nära nog obefolkad, med mindre än två invånare per kvadratkilometer. Närmaste större samhälle är Ullapool, 18,5 km nordväst om Beinn Dearg. Trakten runt Beinn Dearg består i huvudsak av gräsmarker.